# 시정촌기
시정촌기(일본어: 市町村旗, しちょうそんき 시초손키[*])는 일본의 시정촌을 상징하는 깃발이다.

## 개요
시정촌의 공공기관에서는 일본의 국기, 도도부현기 등과 함께 시정촌기가 게양된다.

## 시정촌기의 예 (정령지정도시)

삿포로시 (홋카이도)
후쿠오카시 (후쿠오카현)
기타큐슈시 (후쿠오카현)
구마모토시 (구마모토현)
하마마쓰시 (시즈오카현)
나고야시 (아이치현)
니가타시 (니가타현)
시즈오카시 (시즈오카현)
히로시마시 (히로시마현)
오카야마시 (오카야마현)
고베시 (효고현)
교토시 (교토부)
오사카시 (오사카부)
사카이시 (오사카부)
지바시 (지바현)
가와사키시 (가나가와현)
사가미하라시 (가나가와현)
사이타마시 (사이타마현)
요코하마시 (가나가와현)
센다이시 (미야기현)

## 같이 보기
- 일본의 기 목록